# 山鹿市立菊鹿中学校
山鹿市立菊鹿中学校（やまがしりつきくかちゅうがっこう）は、熊本県山鹿市菊鹿町下内田にある中学校。

## 沿革
- 1947年(昭和22年) - 内田村・六郷村中学校組合立矢筈中学校、城北村立城北中学校創立。
- 1948年(昭和23年) - 矢筈中学校を解体し、内田村立内田中学校、稲田村・六郷村中学校組合立稲郷中学校創立。
- 1955年(昭和30年) - 菊鹿村立城北中学校、菊鹿村立内田中学校、鹿本町・菊鹿村中学校組合立稲郷中学校と改称。
- 1965年(昭和40年) - 菊鹿町立城北中学校、菊鹿町立内田中学校、鹿本町・菊鹿町中学校組合立稲郷中学校と改称。
- 1971年(昭和46年)4月1日 - 城北中学校、内田中学校、稲郷中学校(六郷地区)が統合し、菊鹿町立菊鹿中学校となる。一部は鹿本町立鹿本中学校へ統合。城北分室、内田分室、六郷分室と称する。
- 1973年(昭和48年) - 実質統合。
- 2005年(平成17年) - 山鹿市立菊鹿中学校と改称。